# تاتار شيخ إبراهيم
إبراهيم بن حق محمد أفندي الدشتي ثم القرمي (.. - 1001 هـ /.. - 1593م) من اهل القرم بروسيا هاجر لاحقًا إلى القسطنطينية وتوفي بها وقد كان متصوفا، كان كثير الاشتغال بالتفسير.

## مصنفاته
هناك عدّة مصنفات من تأليفه، منها:
1. مدارج الملك المنان في بيان معارج الإنسان.
2. مواهب الرحمن في بيان مراتب الأكوان. أدرج فيهما كثيرا من معارف الصوفية وتكلم عن السلطان مراد الثالث وحروبه مع العجم.[2]

## وفاته
توفي بالقسطنطينية.